# Lubomír Jančařík
Lubomír Jančařík (Hodonín, Tsjechoslowakije, 17 augustus 1987) is een Tsjechisch professioneel tafeltennisser. Hij speelt rechtshandig met de shakehandgreep.
Hij vertegenwoordigde zijn land op de Olympische Zomerspelen 2016 en 20 maar won geen medailles.